# Karl Ekman (präst)
Karl Gustaf Ekman, född den 30 oktober 1877 i Uppsala, död den 12 augusti 1952, var en svensk präst. Han var son till Fredrik Ekman och bror till Elsa Ekman-Eurén.
Efter studier i Uppsala student där (inskriven i Göteborgs nation) höstterminen 1896. Han avlade teologisk-filosofisk examen 1897, teoretisk teologisk examen 1901, praktisk teologisk examen 1902 och folkskollärarexamen 1902. Ekman prästvigdes 1903, blev efter åldersdispens kyrkoherde i Forsmark 1906, domkyrkovicepastor i Uppsala 1911, tillika komminister 1917, kyrkoherde i Solna 1925, slottspastor vid Ulriksdals slottskapell samma år, tjänstgörande extra ordinarie hovpredikant 1932 och kontraktsprost 1938. Han var suppleant i direktionen för prästerskapets änke- och pupillkassa sedan 1926. Ekman är begravd på Solna kyrkogård.

## Utmärkelser
- Konung Gustaf V:s jubileumsminnestecken med anledning av 90-årsdagen, 1948.[1]
- Konung Gustaf V:s jubileumsminnestecken med anledning av 70-årsdagen, 1928.[1]
- Ledamot av Nordstjärneorden, 1939.[2]
- Ledamot av Vasaorden, 1934.[3]